# 維吉尼亞聚居地 (密蘇里州)
維吉尼亞聚居地（英語：Virginia Settlement）是位於美國密蘇里州韋恩縣的非建制地區。

## 歷史
維吉尼亞聚居地的郵局於1862年設立，同年停運。

## 地理
維吉尼亞聚居地所處的海拔為高於海平面173米（即568英呎），而該地所採用的時區為UTC-6，即北美中部時區（CST）。同時該地設有夏令時間，為UTC-6調快一小時，即UTC-5（CDT）。